# Prix Monique-Corriveau
Le prix Monique-Corriveau a été créé en hommage à l'auteure de littérature jeunesse Monique Corriveau. Il souligne l'excellence d'une première ou deuxième œuvre publiée. 
Il était remis dans le cadre du Salon du livre de Québec. Le prix littéraire Desjardins de littérature jeunesse lui a succédé en 1993.

## Lauréats
- 1991 - Hélène Gagnier - Le Secret de François
- 1992 - Marie-Andrée Boucher-Mativat - Drôle de moineau